# Церковь святителя Николая (Котлы)
Церковь святителя Николая или Никольская церковь — православный храм в деревне Котлы Кингисеппского района Ленинградской области. Построен в конце XIX века. Является памятником архитектуры федерального значения.

## История и архитектура
Первоначально в деревне стоял деревянный храм, сооружённый в 1730 году. В последующие годы здание много раз перестраивалось, ремонтировалось и обновлялось. Но ко второй половине XIX века оно пришло в ветхое состояние.
В 1870 году крестьяне нескольких близлежащих деревень подали в Консисторию прошение о строительстве нового храма. После получения разрешения начался сбор денег со всех прихожан. Также средства пожертвовал владелец усадьбы, штабс-ротмистр Пётр Карлович Альбрехт. В 1882 году в Консисторию передали проект однокупольного каменного храма, составленный архитектором Н. Н. Никоновым. Он задумывался, как интерпретация «русского стиля», но в процессе строительства в облик храма были внесли черты «русско-византийского стиля», предположительно архитектором И. И. Булановым. Церковь была освящена в 1888 году во имя святителя Николая Чудотворца. При ней устроили двухклассную приходскую школу. В 1910 году храм все же перестроили по проекту Никонова.
Часть утвари в новый храм была перенесена из старинной часовни Рождества Богородицы, находившейся в деревне Монастырьке. В церкви в Котлах хранились исповедные росписи, брачные документы, копии с указов и других предписаний, метрические записи и копия с ингерманладского плана писцовой земли. Причт составляли священник и псаломщик. В числе прихожан числились 1258 мужчин и 1320 женщин. Часовни находились в деревнях: Пиллове — во имя Анастасии Римской, в Васакаре — во имя пророка Илии и в Монастырьках — во имя Рождества Богородицы.
В 1938 храм был закрыт, затем вновь действовал с 1943-го по 1960 год. Далее в здании размещался сельский клуб. В 1991 году церковь окончательно возвратили верующим. Метрические книги этой церкви с 1735 по 1905 год хранятся в архиве Петербурга.
У алтаря храма похоронена местная подвижница, благочестия праведная Екатерина Жарова, которой приезжают поклониться люди из разных мест.

## Галерея

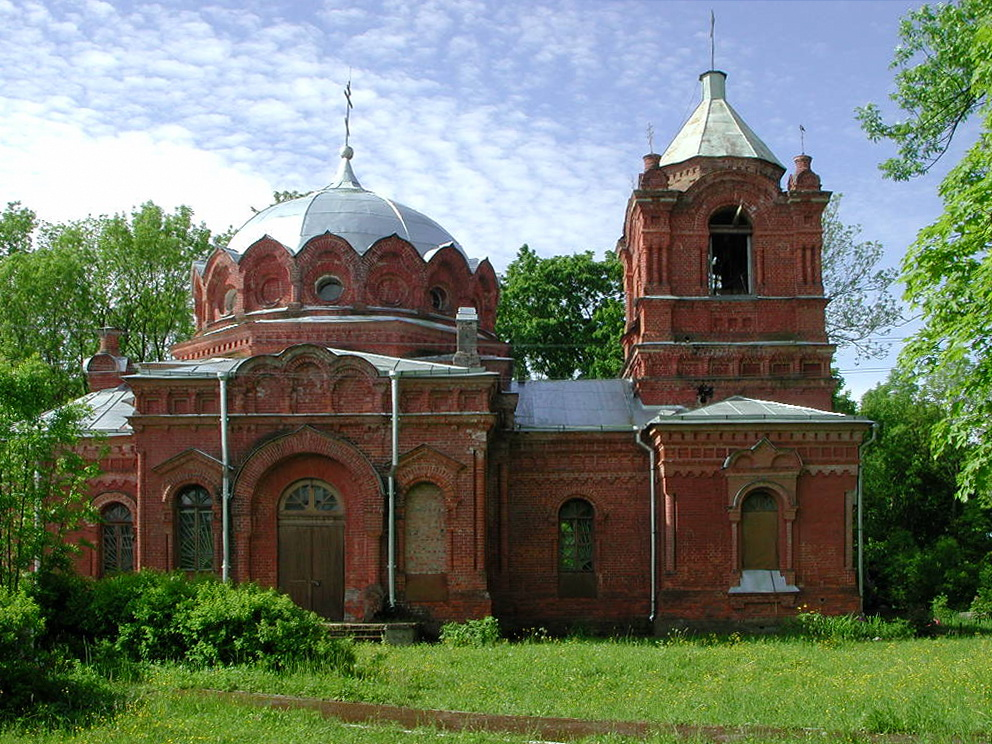
Вид на здание сбору (2001)
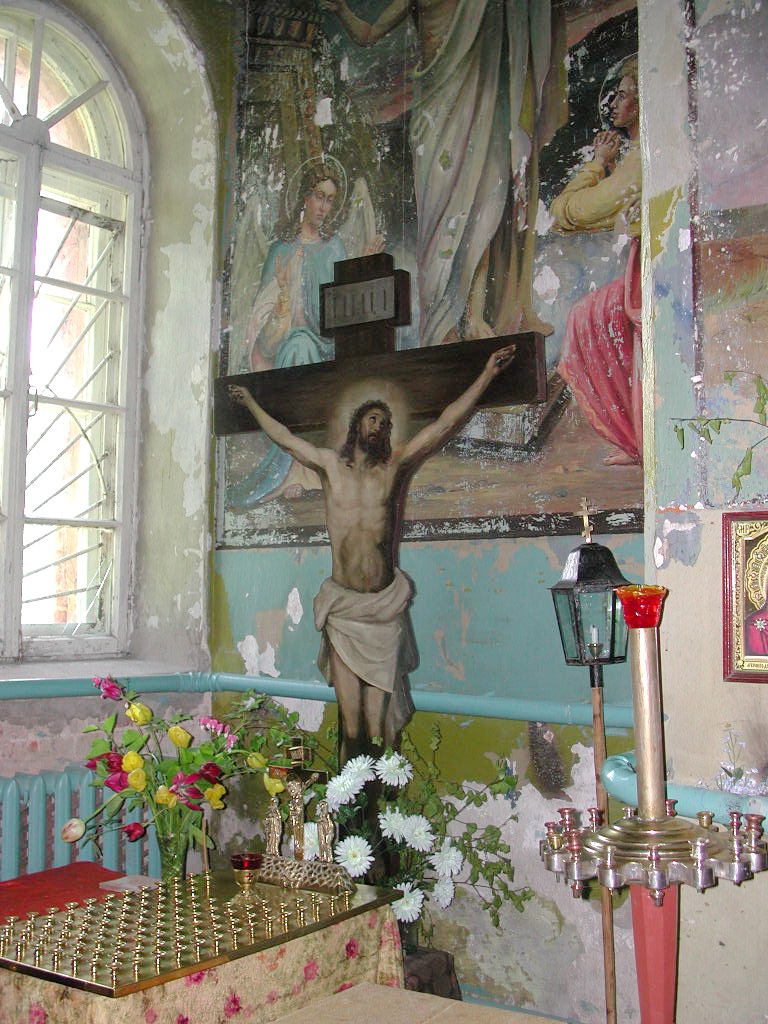
Распятие внутри храма (2001)
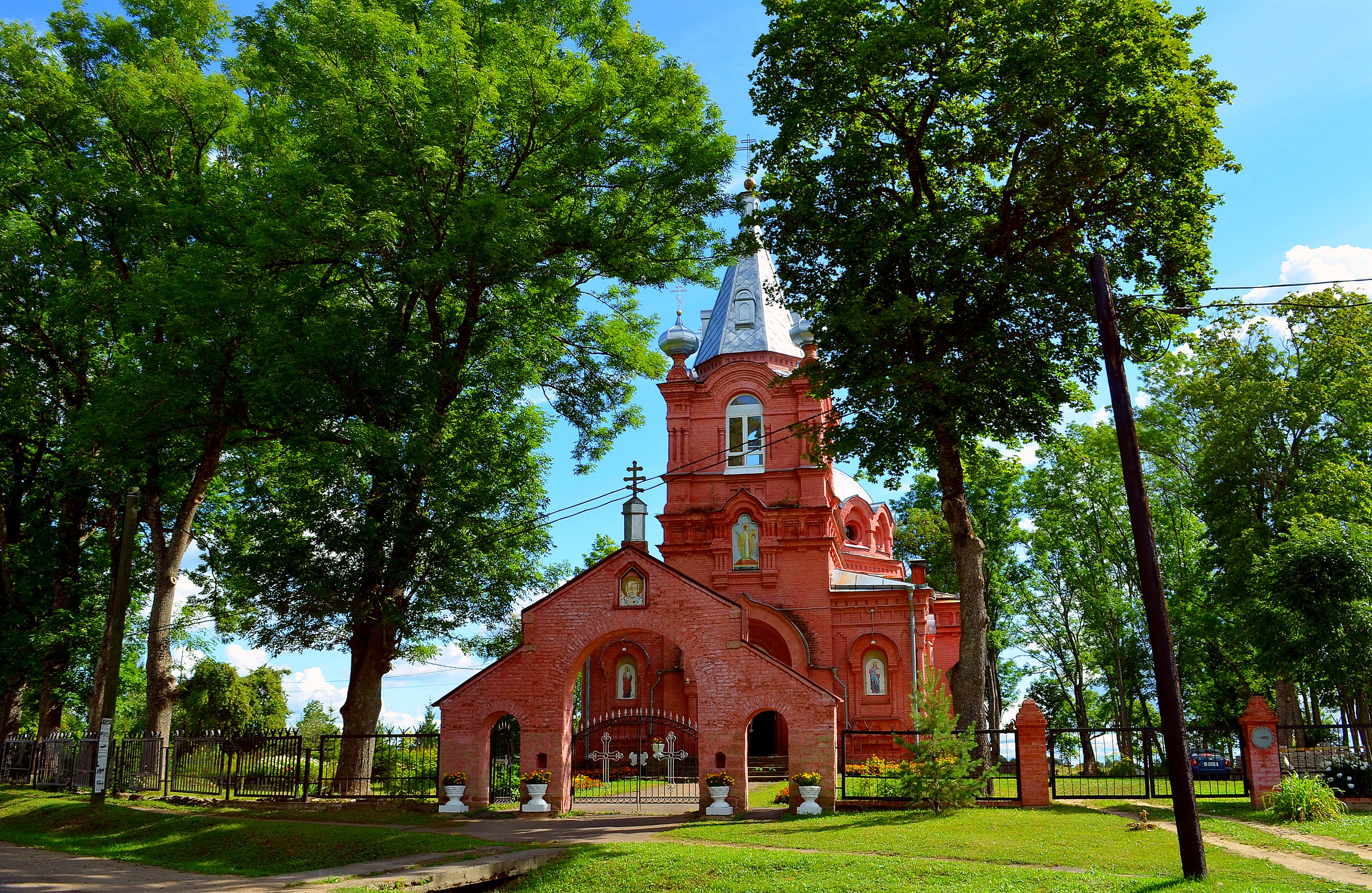
Ворота и центральный вид на храм (2015)
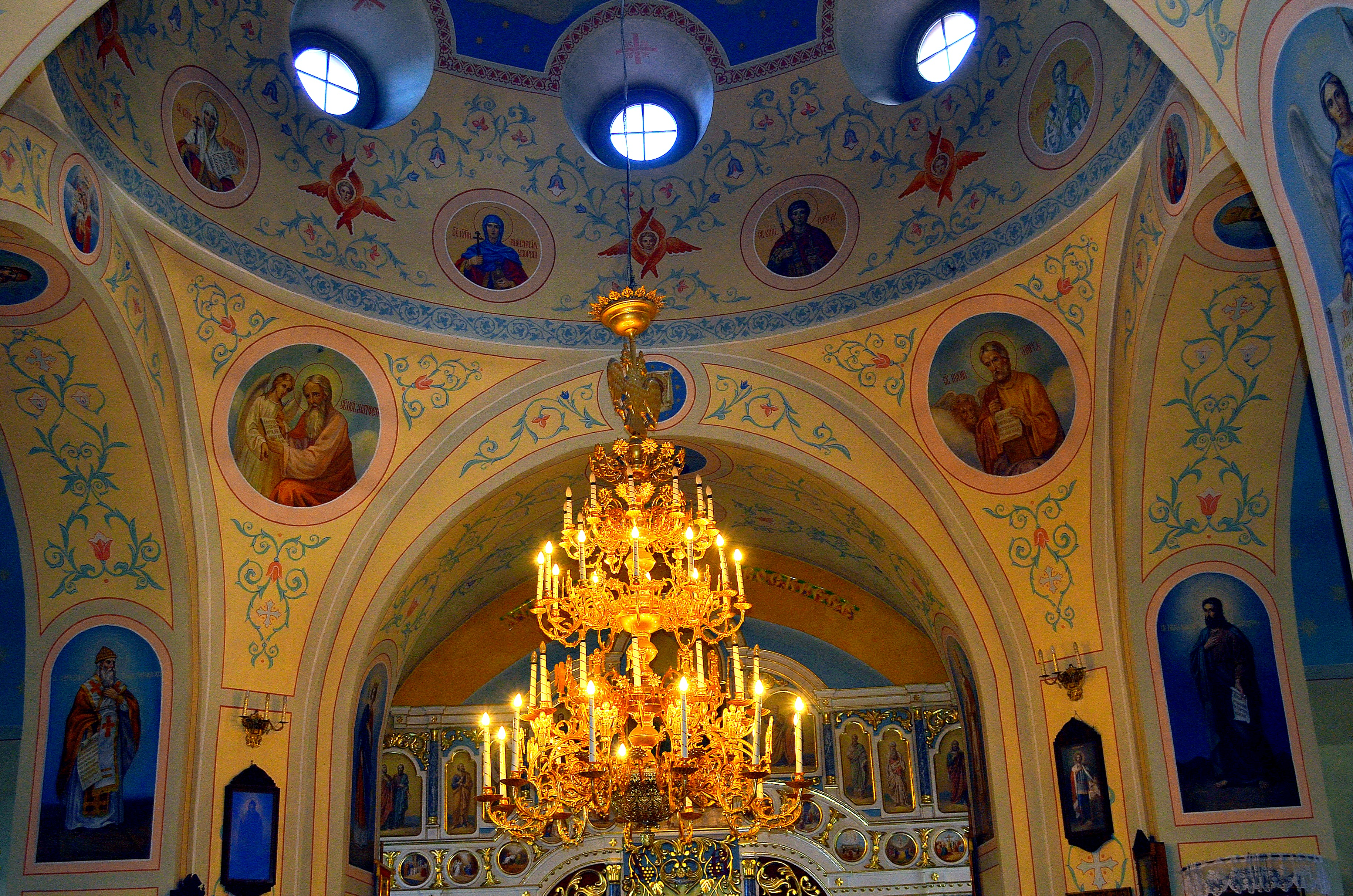
Интерьер храма после ремонта (2015)